# En dunkel örtagård jag vet
En dunkel örtagård jag vet är en psalm, skriven 1919 av Emil Liedgren. Musiken är skriven 1937 av Bernhard Berglund.

## Koralbearbetningar

### Orgel
- En dunkel örtagård jag vet av Bo Ekvall.[2]

## Publicerad i
- 1986 års psalmbok som nr 530 under rubriken "Sökande - tvivel".
- Svensk psalmbok för den evangelisk-lutherska kyrkan i Finland (1986) under rubriken "Tvivel och tro".
- Psalmer och Sånger 1987 som nr 559 under rubriken "Att leva av tro - Stillhet - meditation".[1]